# Zbigniew Seifert
Zbigniew Seifert (Cracovia, 7 de junio de 1946 - 15 de febrero de 1979) fue un violinista de jazz polaco.
Seifert nació en Cracovia, Polonia en 1946. Tocaba el saxofón alto al principio de su carrera, estando fuertemente influido por John Coltrane. Se dedicó al violín de jazz cuando comenzó a actuar con el Tomasz Stańko Quintet en 1970 y se convirtió en uno de los principales violinistas de jazz moderno hasta su muerte por cáncer a la edad de 32 años.

## Discografía
| Año de grabación | Año de edición | Álbum                  | Colaboradores                                                      | Sello discográfico |
| ---------------- | -------------- | ---------------------- | ------------------------------------------------------------------ | ------------------ |
| 1973 (3)         | 1973           | Purple Sun             | Tomasz Stańko Quintet                                              | Calig Records      |
| 1973 (3)         | 1973           | Lift!                  | Volker Kriegel                                                     | MPS Records        |
| 1974 (1)         | 1974           | Kunstkopfindianer      | Wolfgang Dauner, Hans Koller, Janusz Stefański, Adelhard Roidinger | MPS Records        |
| 1974 (3)         | 1974           | Eye-ball               | Jasper van 't Hof, Wim Overgaauw                                   | Keytone Records    |
| 1974 (5)         | 1974           | Cinemascope            | Joachim Kühn                                                       | MPS Records        |
| 1976 (4)         | 1976           | Springfever            | Joachim Kühn                                                       | Atlantic Records   |
| 1976 (5)         | 1976           | Helen 12 Trees         | Charlie Mariano                                                    | MPS Records        |
| 1976 (9)         | 1976           | Man Of The Light       |                                                                    | MPS Records        |
| 1977 (?)         | 1977           | Zbigniew Seifert       |                                                                    | Capitol Records    |
| 1976 (5)         | 1978           | Solo violín            |                                                                    | Electrola/EMI      |
| 1978 (11)        | 1978           | Kilimanjaro            |                                                                    | PolJazz            |
| 1978 (11)        | 1978           | Kilimanjaro vol. 2     |                                                                    | PolJazz            |
| 1977             | 1978           | Violín                 | Oregon                                                             | Vanguard Records   |
| 1978 (11)        | 1978           | Passion                |                                                                    | Capitol Records    |
| 1978 (12)        | 1979           | Introducing Glen Moore | Glen Moore                                                         | Elektra Records    |
| 1974-1978        | 1979           | We'll Remember Zbiggy  |                                                                    | Mood Records       |
| 1969-1970        | 2010           | Nora                   |                                                                    | GAD Records        |